# Sztóma (botanika)

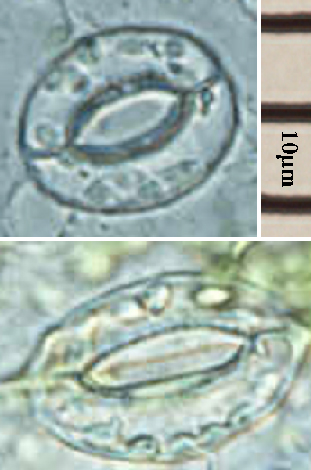
Lúdfű nyitott (fent) és zárt sztómája

A sztóma (vagy gázcserenyílás) a növények felszínén, többnyire a leveleken található pórus. A sztómát általában két bab alakú sejt, a zárósejtek alkotják, de hozzájuk számítjuk még a nyitást-zárást segítő melléksejteket is. A zárósejtek tartalmaznak kloroplasztiszokat is, míg az epidermális sejtek (amelyekből kialakulnak) többnyire nem.
A növény gázcseréje a környező levegővel a sztómákon keresztül történik. Jellemzően oxigént és vizet bocsát ki (transzspiráció) és szén-dioxidot vesz fel. 
A legtöbb növénynél a sztómák a levelek alsó felén helyezkednek el, de pl. a fűféléknél, a füzeknél és nyárfáknál levél mindkét oldalán megtalálhatók, a lebegő vízinövényeknél pedig a felső oldalán nyílnak. A sztómák a fiatal hajtások és a szirmok epidermiszében is megtalálhatók, de a gyökereken soha.
A sztóma szó az ógörög στόμα-ból (sztoma) származik, jelentése száj. 

## Feladata
A növények számára igen fontos a környező levegővel való gázcsere, hogy a fotoszintézishez szükséges szén-dioxiddal láthassák el sejtjeiket. A szén-dioxid általában diffúzióval jut a sejtekbe, de ha ez kizárólag a sejtfalakon keresztül történne, akkor azoknak rendkívül vékonyaknak kellene lenniük ahhoz, hogy a növény megfelelő ellátása biztosított legyen. Ez azonban csökkentené a növény szilárdságát és fokozott vízveszteséggel járna. Azzal, hogy a levél belső, sejtek közötti terét a sztómák által elválasztja a száraz külső levegőtől, a növény jobban szabályozni tudja a vízháztartását. A pórusokon keresztül történő párolgás szívóerőt is létrehoz, amely a gyökerekből a levelekbe szállítja a vizet. A víz a talajból származó ásványi anyagokat szállít és az egész növényben szétoszlatja azokat. A párolgás hűti is a leveleket, amelyek így az erős napsütésben sem melegednek túl; a hőmérséklet nem haladja meg a szövetek enzimjeinek optimális működési tartományát. 
A sztómák csupán a teljes levélfelület 1-2%-át teszik ki, mégis a levél evaporációjának kétharmada itt zajlik és megfelel a hasonló nagyságú vízfelület párolgásának. Vizsgálatok kimutatták, hogy sok kis nyílásból több víz párolog el, mint az azonos méretű egységes folyadékfelületről. Ennek oka az úgynevezett „peremhatás”: a sztómák szélén lévő molekulák oldalra is tudnak diffundálni, míg a középen lévő részecskék akadályozzák egymást.
A kutikulán keresztül történű evaporáció aránya nagyon alacsony, a vékony levelű higrofitáknál (nedves területeken élő növények) ez a hasonló méretű szabad vízfelület párolgásának kevesebb mint 10%-a, a fáknál kevesebb mint 0,5%, a kaktuszoknál pedig mindössze 0,05%.

## Szerkezete
A levél külső sejtrétege, az epidermisz általában egy sejt vastagságú és nem tartalmazz klorofillt; ezen még egy majdnem vízhatlan, viaszos kutinból álló kutikula is található. A felső alsó epidermisz közötti levélszövet a mezofill, amelyben a felső oszlopos parenchimaszövet (ahol főként a fotoszintézis zajlik), az alsó szivacsos parenchima (amely szintén fotoszintetikusan aktív), valamint a levélerek találhatók. A szivacsos parenchima vízgőzzel telített és nagyobb felülete miatt itt könnyebb a diffúzió. Sejtjei között sejtközi terek vagy légzőüregek vannak, amelyek a gázcserét szolgálják. Ezekbe nyílnak a sztómák.
A sztóma két, általában bab alakú zárósejtből áll, amelyek mindkét végükön egymáshoz tapadnak. Közöttük található a pórus, rajta keresztül áll kapcsolatban a külső levegő és a légzőüreg.
Egyes növényeknél a két zárósejtet speciális hámsejtek, a melléksejtek veszik körül, amelyek közvetve segítenek a pórus nyitásában és zárásában. A melléksejtekben gyakran felismerhetők a leukoplasztiszok.
A zárósejtek kloroplasztiszokat tartalmaznak, így képesek fotoszintetizálni. A pórusok napfényben és elegendő vízellátás esetén általában tágra nyitottak, éjszaka vagy vízhiány esetén pedig zárva vannak.

## Típusai
A sztómáknak többféle osztályozása létezik. Az egyik, széleskörűen használt rendszert Julien Joseph Vesque dolgozta ki 1889-ben és a zárósejteket körbevevő melléksejtek számán, méretén, elhelyezkedésén alapszik.
Kétszikűek: 
- aktinocitikus ("csillagsejtes") a zárósejteket legalább öt, sugarasan, csillagszerűen elhelyezkedő melléksejt veszi körbe. Igen ritka, többek között az ébenfaféléknél figyelhető meg.
- anizocitikus ("egyenlőtlen sejtes") a zárósejteket két nagyobb és egy kisebb melléksejt veszi körbe. Több mint harminc kétszikű családnál fordul elő (pl. káposztafélék, burgonyafélék, varjúhájfélék.
- anomocitikus}} ("szabálytalan sejtes") a melléksejtek ugyanolyan méretűek és alakúak, elhelyezkedésűek, mint a többi epidermiszsejt. Ez a típus több mint száz kétszikű családnál figyelhető meg (pl. meténgfélék, borágófélék, tökfélék).
- diacitikus ("keresztsejtes") a zárósejteket két melléksejt veszi körbe, amelyek a zárósejtek közepe táján érintkeznek és lezárják a pórusok végeit. Több mint tíz kétszíkű családnál látható (pl. szegfűfélék, medvekörömfélék.
- hemiparacitikus ("félpárhuzamos sejtes") csak egy, az epidermiszsejtektől eltérő alakú melléksejt található, amely a zárósejtek hosszában a pórussal párhuzamosan helyezkedik el (pl. Molluginaceae, kristályvirágfélék.
- paracitikus ("párhuzamos sejtes") a két melléksejt a pórussal és a zárósejtekkel párhuzamosan helyezkedik el, néha túlnyúlik rajtuk, néha nem. Több mint száz kétszikű családnál fordul elő (pl. buzérfélék, szulákfélék, pillangósvirágúak.

Egyszikűek:  
- graminoid ("fűszerű") a zárósejtek középen elvékonyodnak, két végük vastagodott, együttesen súlyzó alakot formálnak. Két oldalról hosszában egy-egy lencse formájú melléksejt simul hozzájuk. Az egyszkűek között elterjedt változat (pl. pázsitfűfélék és sásfélék).[5]
- hexacitikus ("hatsejtes") a hat melléksejt közül egy-egy felülről és alulról zárja le a sztómát, egy-egy a zárósejtekhez simul, további egy-egy pedig az utóbbi melléksejtekhez. Egyes egyszikű családoknál található meg.
- tetracitikus (négysejtes) Egy-egy melléksejt alulról és felülről zárja le a sztómát, egy-egy pedig a zárósejtek mellett található. Számos egyszikű családnál figyelhető meg, de előfordul kétszikűeknél is (pl. a hársaknál).

Páfrányok: 
- hipocitikus a két, párhuzamos melléksejt csak az epidermisz külső oldalán látható.
- pericitikus a két zárósejtet egyetlen, körkörös melléksejt veszi körül.
- dezmocitikus a két zárósejtet egyetlen, kolbászszerű melléksejt veszi körbe, amelynek a két vége érintkezik, de nem fuzionált.
- polocitikus a két zárósejtet egyetlen U vagy patkó alakú melléksejt veszi körbe, de részlegesen epidermiszsejtekkel is érintkeznek.

## Nyitás és zárás

Sztóma nyitása és zárása

A legtöbb növény nappal és magas páratartalom esetén kinyitja, éjszaka vagy szárazság idején bezárja a sztómáit. Megfelelő körülmények (fény, párás levegő) esetén egy protonpumpa protonokat (H+) szállít ki a zárósejtekből, aminek hatására elektromos potenciáljuk negatívvá válik. Ez aktiválja a káliumcsatornákat és K+)-ionok áramlanak a sejtbe. A káliumionokat negatív töltésű ionokkal (egyes esetekben kloriddal, vagy a sejt által termelt malátionokkal) egyensúlyozzák ki. Az elektrolitkoncentráció növekedése az ozmózis révén maga után vonja a víz beáramlását a sejtbe, ami megnöveli annak térfogatát és ozmózisnyomását (turgorát). A sejtfal nem engedi a zárósejtek jelentős vastagodását, így azok hosszában duzzadnak, végeik egymásnak feszülnek és ívbe hajolnak, megnyitva a köztük lévő pórust.
Amikor a gyökér sejtjei vízhiányt érzékelnek a talajban abszcizinsavat bocsátanak ki, ami hozzáköt a zárósejt felületén lévő receptorhz. Ennek hatására a citoplazma pH-ja és kalciumion-koncentrációja megnő. A kalciumot részben kívülről engedik be a kalciumcsatornák, másrészt a sejt belső tartalékaiból (endoplazmatikus retikulum, vakuólák) szabadul fel. A klorid- és szerves ionokat kipumpálják a sejtből, egyúttal leállítják a káliumfelvételt, így a káliumkoncentráció lassan csökkenni kezd. Az ionkoncentráció csökkenésével a víz is kidiffundál a sejtből, amelynek térfogata csökken, a pórus bezárul.
A varjúhájfélékhez tartozó pozsgás sivatagi növények éjszaka tartják nyitva a gázcserenyílásaikat, nappal pedig becsukják, hogy kevesebb vizet veszítsenek. Hogy a fotoszintézishez elegendő szén-dioxidjuk legyen, azt éjszaka a foszfoenolpiruvát-karboxiláz enzim segítségével oxálacetát formájában megkötik, a vakuólumokban tárolják, majd nappal ismét felszabadítják belőle a szén-dioxidot (ún. CAM-ciklus).   

## Fordítás
- Ez a szócikk részben vagy egészben  a   Stoma című angol Wikipédia-szócikk ezen változatának fordításán alapul.  Az eredeti cikk szerkesztőit annak laptörténete sorolja fel. Ez a jelzés csupán a megfogalmazás eredetét és a szerzői jogokat jelzi, nem szolgál a cikkben szereplő információk forrásmegjelöléseként.